# خوسيه إغناثيو غارمنديا
خوسيه إغناثيو غارمنديا (بالإسبانية: José Ignacio Garmendia)‏ هو لاعب كرة قدم إسباني، ولد في 4 أبريل 1960 في فيابونا في إسبانيا. لعب مع نادي إيبار.

## وصلات خارجية
- خوسيه إغناثيو غارمنديا على موقع قاعدة بيانات كرة القدم.إي يو (الإنجليزية)